# 5703 Hevelius
5703 Hevelius (1931 VS) là một tiểu hành tinh vành đai chính được phát hiện ngày 15 tháng 11 năm 1931 bởi Reinmuth, K. ở Heidelberg. Nó được đặt theo tên Johannes Hevelius. 